# شاعر متجول

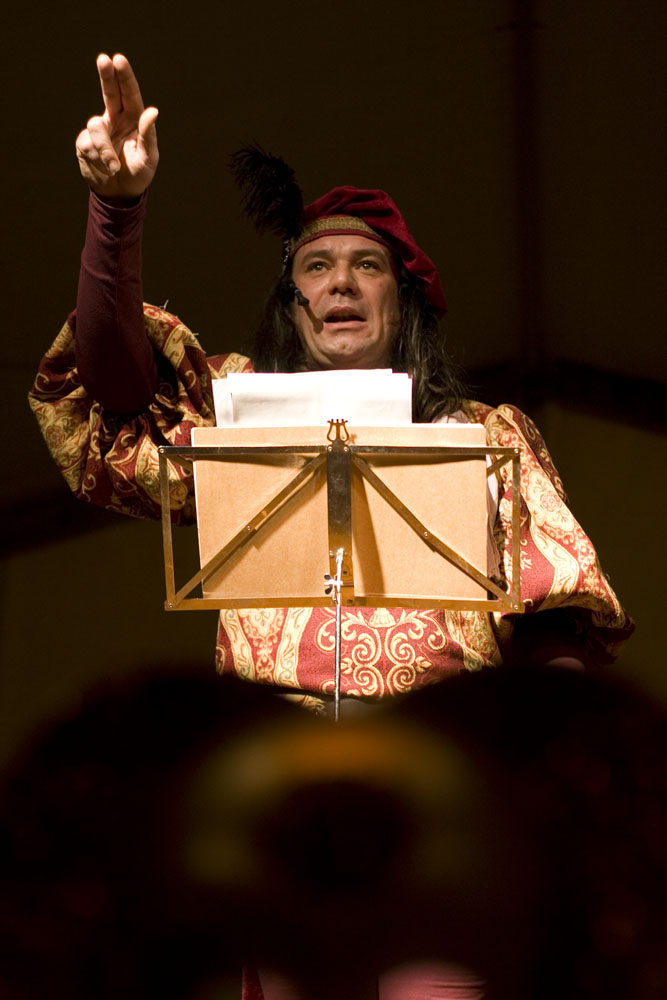
الحكواتي كريسبين دي أولوت في كرنفال دي لا بانيثا (2010)

الشاعر المتجول أو الحكواتي (الإسبانية: juglar) هو فنان متجول عاش في أوروبا خلال العصور الوسطى، وكان يقدم عروض الشارع مقابل الحصول على المال أو الطعام في الساحات العامة، وأحياناً كان يتم الاتفاق معه للمشاركة في حفلات الملوك وولائمهم للترفيه والتسلية.

## أصل المصطلح
يعطي قاموس الأكاديمية الملكية الإسبانية خمسة معاني رئيسية للحكواتي، اثنين (نجدهما أيضا في قاموس المسرح لغوميث غارثيا) يصفانه كفنان ترفيهي: «أداء عروض الشارع مقابل النقود أو أشياء أخرى كالطعام أو الإقامة... إلخ». وقد أشار بعض الباحثين والأكاديميين إلى الترادف بين مصطلحي حكواتي وشاطر (صعلوك)، وقد وجدوا ترادفاً بين مصطلحي تروبادور وشاعر في العصور الأقدم.
من جهته، يجد السيميائي فرانسيس باتريتي بافيس ترادفاً في المعنى في مصطلحات عُرفت في كثير من بلدان أوروبية، يتشابه بعضها مع المعنى العام للحكواتي الذي يعني لاعب خفة، مثل: bateleur في الفرنسية وjuggler في الإنجليزية وgaukler في الألمانية. بل وقد نجد أن مصطلح حكواتي قد يُعرّف بعدة معانٍ أخرى مثل: مهرج، مشعوذ، بهلوان، تاجر. وفي مرحلة منتصف العصور الوسطى قد يكون حلاقاً أو طبيب أسنان أو مروّض حيوانات.

## الحكواتي والتروبادور
عادة ما يتم ربط التروبادور مع المؤلف (مختلق العمل)، والحكواتي مع الممثل (مؤدي العمل). وكلاهما تم جمعه في ثقافة القرن العشرين الموسيقية في صورة كانتاوتور أو المغني المؤلف.
إذن، فخلف مصطلح حكواتي (أو في أصل الكلمة)، نجد شخصية التروبادور القسطاني والكتالوني أو المينيسنجر الألماني. وعليه، يظهر الاختلاف بوضوح بين الحكواتي والتروبادور أن الأول يحتاج إلى جمهور وينتمي للمشهد المسرحي، أما الثاني لا يحتاج إلى جمهور وينتمي للإطار الأدبي.

## أدب الحكواتي والشعر البطولي
الجزء الأكبر من أدب الحكواتي الذي تم صقله وتهذيبه وصل محفوظاً كأحد الكنوز عبر الأدب الشفهي، ويضم مضموناً واسعاً جدا يتدرج من الشعر البطولي في العصور الوسطى حتى شعر الطبقة النبيلة في ما قبل عصر النهضة.
ظهر الحكواتي كمشهد ثابت في العصور الوسطى لشاعر متجول نجده ينشد أناشيده في بون نوف في باريس أو ميدان سان ماركو في البندقية في أوروبا. وفي كثير من الأحيان كانت عروضه من الأداء الجسدي والحركي بلا مقابل كدعاية أو إعلان في الشارع لدعوة الأرستقراطيين والنبلاء، وغالبا ما تواجد بينهم رجال الدين (الكنائسيين) الأغنياء وذوو النفوذ. وهكذا نجد كتاب تاريخ إسبانيا يذكرهم في أواخر القرن العاشر؛ حيث يظهرون في هذا العمل وهم مدعوون لحفلات زفاف بنات السيد (رودريغو دياث دي بيبار)، وتذكرهم فقرات مختلفة من السجلات التاريخية الأوروبية المتنوعة والمجهولة المؤلف سواءً في بدايات العصور الوسطى أو نهاياتها:
| شاعر متجول | وفي يوم آخر وكان فجراً استيقظت السيدة المزينة برفاهيةٍ، تناولت كماناً مميزاً معداً للعزف جيداً، خرجت للسوق تعزف طالبةً أجراً. بدأت بإيقاعات ونغماتٍ جلبت عذوبة طبيعيةً؛ سريعاً رمى الرجال بأنفسهم على مداخل البنايات، وحين لم تتسع الساحات ارتقوا الدرجات عندما عزفت الكمان بما يعجب، غنت للجمهور ما يسعد، فغنت قصيدة رومانس مقفية، هذا هو ما حدث (تارسيانا، من أدب الحكواتي، كتاب أبولونيو، مجهول المؤلف) | شاعر متجول |

## ألفونسو العاشر

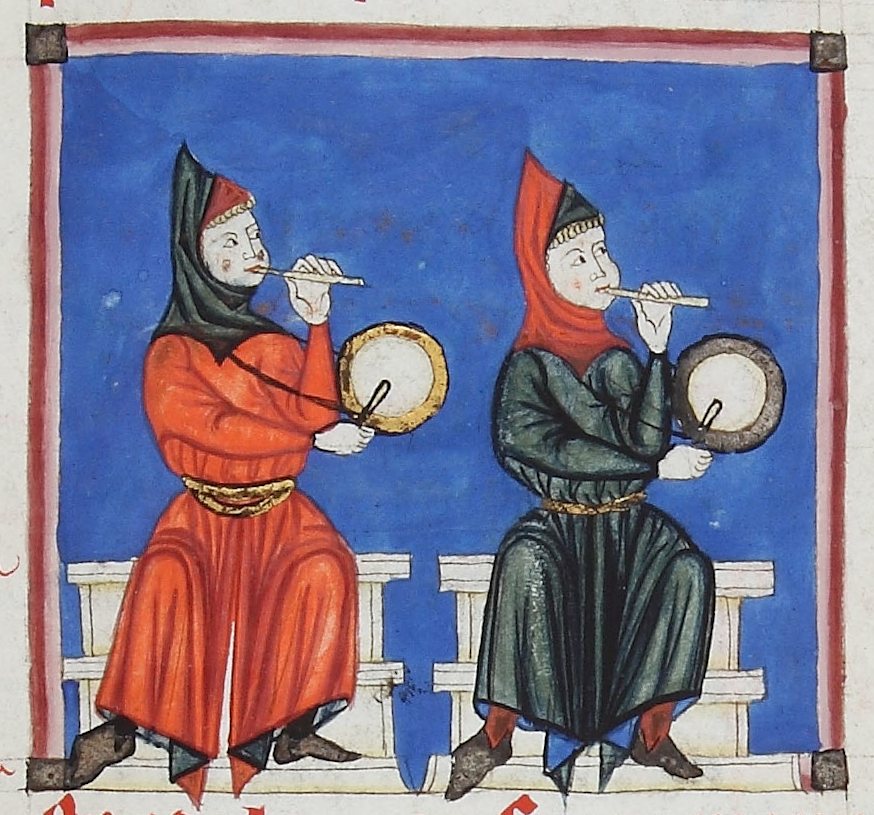
موسيقيون في بلاط الملك، صورة من مخطوطة نشيد سانتا ماريا المكتوبة بالغاليكية البرتغالية وكانت تنشد مع موسيقى زمن ألفونسو العاشر

وتطرق الملك ألفونسو العاشر إلى سوء السمعة في القانون السابع من مجموعة قوانينه: «أولئك هم الحكواتيون والمقلدون والقائمون بأعمال المهرجين الذين يتجولون بشكل علني في القرية أو ينشدون أو يقومون بألعاب من أجل تحصيل المال، وهذا هو سبب تذللهم للآخرين لمثل هذا السعر الذي يعطونهم إياه. بالإضافة إلى أنهم يعزفون الآلات الموسيقية أو ينشدون كذلك للترويح عن النفس أو لتسلية أصدقائهم أو إضفاء السعادة على الملوك أو النبلاء الآخرين، هم من الطبقة الوضيعة». وكذلك وفقا لقانون 3، البند 14، الفقرة 4، كان يحظر على «الأشخاص المشاهير اتخاذ الحكواتيات أو بناتهم خليلات».

## النقش على قبر فيتاليس
تربط بعض الطروحات نشاط مهنة الحكواتي مع ظهور المسرح الدنيوي في العصور الوسطى. فالحكواتي، رجل واحد يقدم عروضاً كاملة، كوميدي دراماتيكي مقلد للحركات والوجوه، منشد ومغني وموسيقي، بهلوان ومرَوض. كان مثل البولولو الذي وصفه روخاس بياندراندو بأنه مهرج ذو طموحات فنية، وحسب كلمات فرانثيسكو دي كيفيدو هو «فكاهي، ممثل، متجول، مسكين».
نجد صفته المشهدية كممثل متسكع موصوفة بالفعل في القرن الحادي عشر على شاهد قبر الحكواتي فيتاليس:
«كنت أقلد الوجوه والإيماءات وطرق كلام المستمعين لدرجة كان يعتقدون أنهم كثر من كانوا يخرجون من فمي (...) حتى جاء اليوم الذي حملت فيه جنازتي كل الشخصيات التي كانت تعيش في جسدي».
مجهول اسم المؤلف، القرن الحادي عشر

## حكواتيون في القرن العشرين

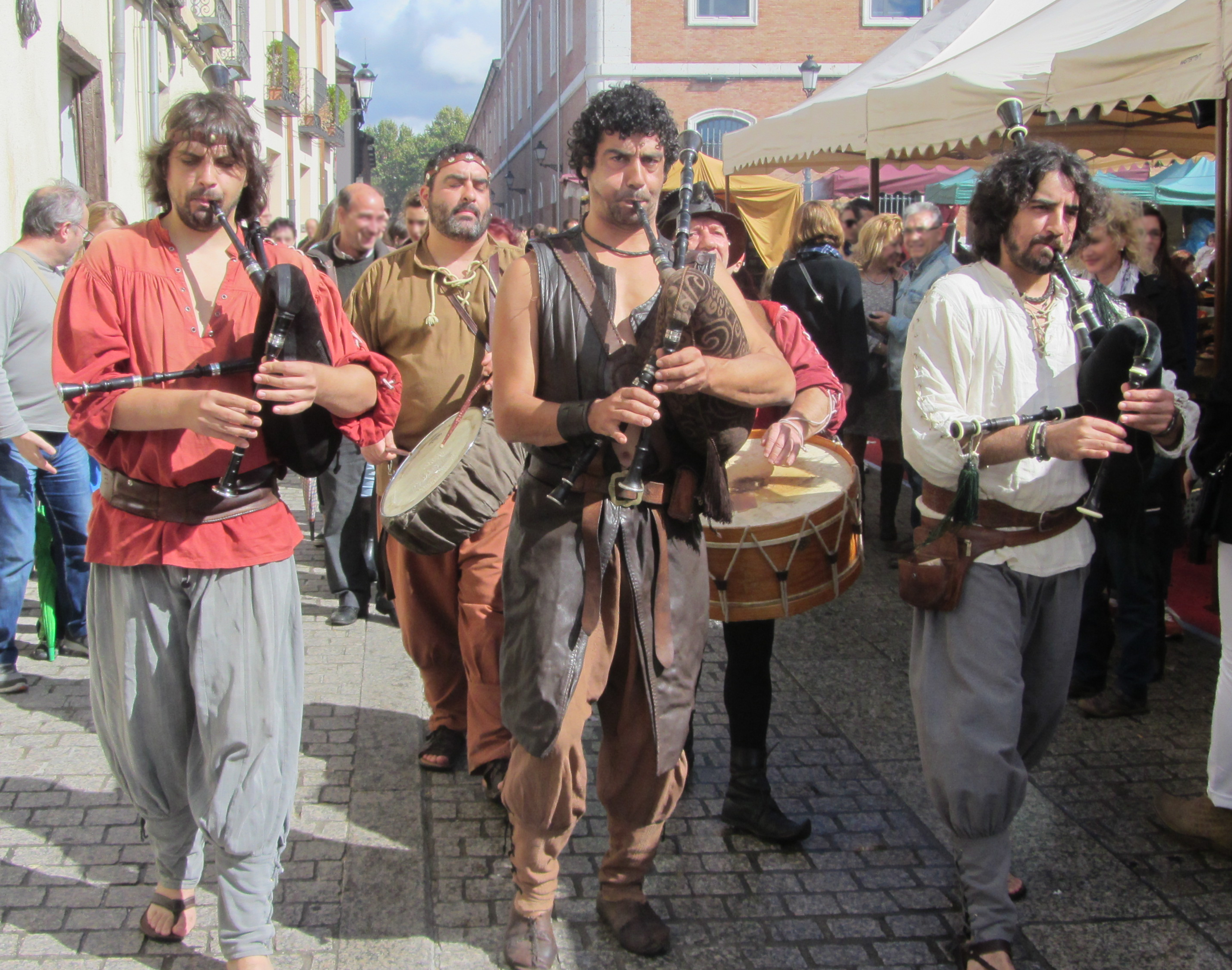
حكواتيون معاصرون في سوق العصور الوسطى الشعبي، الكالا دي إيناريس

أنقذ مثقفون ومؤلفو مسرح أوروبيون وجنوب أمريكان في القرن العشرين المسرح الشعبي، فاستعادوا وسائل ومشاهد مسرحية قديمة، وحاولوا إدخال جمهور مهمش في العمل المسرحي.
وأحيا الحكواتيون الجدد، وهم ملوك حقيقيون لمسرح الشارع، المسرح غير الأدبي، وعادة ما يكون مسرح يسخر من السياسة لأنه الأكثر إضحاكاً وشعبية. في القرن السابع عشر، كان من أشهر هؤلاء الفرنسي تبارين والإيطالي موندور اللذين جسّدا أدواراً خيالية خاصة بهما بين عامي 1619 و1625، فأعاد داريو فو وإنريكيه بوينابنتورا تجسيد أدوارهما في النصف الثاني من القرن العشرين.

### مهنة الحكواتي في أمريكا الناطقة بالإسبانية
ولّدت الأجواء السياسية والاجتماعية في أمريكا الجنوبية على طول القرن العشرين أشكالاً متنوعة يمكن اعتبارها امتداداً لمهنة الحكواتي في العصور الوسطى الأوروبية ومهنة المغني الشعبي (الفولكسينغر) في أمريكا الشمالية.
وعلى المستوى العالمي، أشهر التروبادورات المعاصرون الملتزمون، المعروفون بهذا المسمى في مدن مختلفة من أمريكا الجنوبية، وهم مغنيون شعبيون متجولون يعيشون في الجزء الجنوبي من أمريكا الجنوبية: اتاهوالبا يوبانكي، فيكتور جارا، بابلو ميلانس، خاسينتو بالاسيوس، خورخيه كارفوني.